# Березівка (Могилів-Подільський район)
Березі́вка —  село в Україні, у Чернівецькій селищній громаді Могилів-Подільського району Вінницької області. Населення становить 2142 особи.

## Історія
7 (20) листопада 1917 року, відповідно до Третього Універсалу Української Центральної Ради, увійшло до складу Української Народної Республіки.
10 листопада 1920 року у районі села відбувся прорив радянсько-українського фронту силами 8-ї кавдивізії червоних, 44-ї піхотної дивізії та кавбригади Котовського.
12 червня 2020 року, відповідно до Розпорядження Кабінету Міністрів України № 707-р «Про визначення адміністративних центрів та затвердження територій територіальних громад Вінницької області», увійшло до складу Чернівецької селищної громади.
19 липня 2020 року, в результаті адміністративно-територіальної реформи та ліквідації Чернівецького району, село увійшло до складу новоутвореного Могилів-Подільського району.

## Населення
За даними перепису населення 2001 року у селі проживали 2142 особи.
Рідною мовою назвали:
| Мова       | Кількість осіб | Відсоток |
| ---------- | -------------- | -------- |
| українська | 2129           | 99,39%   |
| російська  | 12             | 0,56%    |
| білоруська | 1              | 0,05%    |

## Пам'ятки
- Братська могила[d] 36 воїнів Радянської Армії, загиблих при звільненні села, і пам'ятник 354 воїнам-односельчанам, загиблим на фронтах Великої Вітчизняної війни;

## Відомі особистості
В поселенні народилися:
- Цмокалюк Ісаак Миколайович (1902—1986) — радянський соціалістичний діяч, голова колгоспу села Березівка, Герой Соціалістичної праці.
- Охримович Зінаїда Дмитрівна (1902—1974) — українська радянська художниця декоративного мистецтва.
- Чапалда Ананій Дмитрович[ru] (1914—2010) — машиніст екскаватора будівництва Камської гідроелектростанції.
- Романчишин Василь Григорович (нар. 1960) — український хормейстер, режисер, соліст-вокаліст.